# Shō Iwamoto
Shō Iwamoto (japanisch 岩本 翔 Iwamoto Shō; * 18. März 2001 in der Präfektur Kanagawa) ist ein japanischer Fußballspieler.

## Karriere
Iwamoto erlernte das Fußballspielen in der Jugendmannschaft von Gamba Osaka. Die U23-Mannschaft des Erstligisten spielte in der dritten Liga. Bereits als Jugendspieler absolvierte er 11 Drittligaspiele. Nach der Jugend wechselte er 2019 in die Universitätsmannschaft der Universität Tsukuba. Seinen ersten Vertrag unterschrieb er am 1. Februar 2023 beim FC Ryūkyū. Der Verein, der in der Präfektur Okinawa beheimatet ist, spielt in der dritten japanischen Liga.